# محمود زعترة
محمود سليم زعترة هو لاعب كرة قدم أردني. يلعب حاليا في نادي نفط الوسط العراقي و هو مهاجم ويحمل الرقم 9 بدلا من محمود شلباية.
لعب لدى العديد من الأندية وهي نادي الفيصلي الأردني و لعب معه في فئات الشباب، و نادي اليرموك الأردني ، و نادي السويق العماني، و النادي العربي الأردني ، و نادي البسيتين البحريني، و نادي الوحدات .

## المسيرة الدولية
لعب زعترة مع المنتخب الأردني لكرة القدم تحت سن 19 ، و سجل معه 4 أهداف، ومع المنتخب الأردني لكرة القدم تحت سن 22 وسجل معه 8 أهداف، ومع المنتخب الأردني لكرة القدم تحت سن 23 و سجل معه 6 أهداف، و منتخب الأردن لكرة القدم.

## روابط خارجية
- محمود زعترة على موقع قاعدة بيانات كرة القدم.إي يو (الإنجليزية)
- محمود زعترة على موقع ناشيونال فوتبول تيمز (الإنجليزية)
- محمود زعترة على موقع Soccerway.com (الإنجليزية)
- محمود زعترة على موقع كووورة